# Bara en danserska
Bara en danserska är en svensk-tysk film från 1927 i regi av Olof Morel. 
Filmen premiärvisades den 4 november 1926 på Ufa-Theater i Kurfürstendamm i Tyskland. Den fick sin svenska premiär den 28 februari 1927. Filmen spelades in vid Efa-ateljéerna i Berlin och München av Franz Planer och Hugo Edlund. Som förlaga har man Guy de Maupassants roman Pierre et Jean som utgavs 1888.

## Rollista i urval
- Lil Dagover – Marie Berner, varietédansös
- Walter Janssen – Paul Zentler, notarie, författare
- Harry Halm – Heinrich Zentler, hans bror, åklagare
- Jakob Tiedtke – Ph Zentler, deras far
- Karin Swanström – fru Zentler
- Anna-Lisa Ryding – Grete Radinger, Pauls fästmö
- Nils Arehn – Ludwig Radinger, rådman
- Lucie Höflich – fru Radinger
- Ivan Hedqvist – Heinrich von Wittenberg
- Uno Henning – Fritz Lerma, konstnär
- Hans Albers – restauranggäst
- Hertha von Walther – Anna Berner, Maries syster
- Clementine Plessner – kokerska hos Zentlers
- Michael Tschernoff – portvakt hos Zentlers
- Hermann Picha – vän till Zentlers
- Robert Leffler – vän till Zentlers
- Hugo Döblin